# Thomas Schelling
Thomas Schelling (14 tháng 4 năm 1921 – 13 tháng 12 năm 2016) là một nhà kinh tế học người Hoa Kỳ, và là giáo sư về các hoạt động đối ngoại, an ninh quốc gia, chiến lược hạt nhân, và kiểm soát vũ khí tại School of Public Policy tại University of Maryland, College Park. Ông cũng là đồng thời là giảng viên tại New England Complex Systems Institute. Ngày 10 tháng 10 năm 2005, ông cùng với Robert Aumann đã đoạt Giải Nobel Kinh tế 2005. Nghiên cứu của các ông tập trung vào lý giải sự hình thành các thể chế kinh tế và xã hội nhằm phối hợp hành vi của các bên trong những tương tác có tính chiến lược.
Chịu ảnh hưởng của chiến tranh lạnh, Thomas Schelling quan tâm đến vấn đề tương tác chiến lược (hợp tác, xung đột, mặc cả, đe dọa, trả đũa v.v.) giữa hai chủ thể. Ngoài những bài báo rất phức tạp, Schelling đã để lại hai cuốn sách mẫu mực, góp phần đại chúng hóa lý thuyết trò chơi là Chiến lược của xung đột và cuốn Động cơ vi mô và Hành vi vĩ mô.